# Duarte Moreira
Duarte Luis Lima Constantino Moreira (né le 23 septembre 1982) est un investisseur et entrepreneur portugais et suisse,. Il est cofondateur et CEO du groupe Zeno Partners ainsi que le président du conseil d’administration de la banque Tellco Bank SA et le président du conseil d’administration du groupe Vangest. En 2023 et 2024, il participe à la 69ème édition de la réunion Bilderberg ainsi qu’à la 70ème édition de la réunion Bilderberg qui réunit chaque année certaines des personnes les plus influentes du monde occidental,.

## Biographie
Il a grandi à Barcelos, au Portugal. Il a fréquenté les écoles locales et a validé ses études secondaires dès sa 11ème année, intégrant l'enseignement supérieur sans avoir complété sa 12e année, où il a étudié le droit, la finance et la gestion au Portugal et au Royaume-Uni.
En 2007, il commence sa carrière en Suisse dans le domaine du capital-risque et du capital-investissement, avant de cofonder sa propre société d’investissement en 2016, où il exerce en tant qu’associé-directeur.

## Vie privée
Duarte Moreira est marié et père de deux enfants. Il réside actuellement avec sa famille à Genève, en Suisse. Il joue aux échecs et au tennis.

## Carrière
Duarte Moreira a commencé sa carrière d’investisseur en capital-risque et en capital-investissement en 2007.
En janvier 2016, avec son collègue et ami de longue date Christopher Kile, il a créé Zeno Partners, un groupe d'investissements privés basé à Genève.
Zeno Partners gère désormais 6 fonds d’investissement et contrôle des milliards d’actifs.
En 2019, il devient administrateur du groupe Vangest, groupe industriel fondé au Portugal en 1986, avant d’en devenir le président du conseil d’administration en 2020,.
En juillet 2022,  il devient président du conseil d'administration du groupe Tellco, un groupe financier suisse fondé en 2002 et spécialisé dans la gestion de caisses de pension. Il est également président du Conseil d’Administration de Tellco Bank, une banque (acquise par le groupe Tellco en 2017) qui gère l’un des plus grands portefeuilles indépendants d’actifs de caisses de pension indépendantes de Suisse, avec 9 milliards d'actifs sous gestion. Il est également administrateur de la société Tellco Immobilien, qui gère un patrimoine d’actifs immobilier en Suisse de 1,9 milliard, et qui est une filiale du groupe Tellco,.
En Décembre 2023, il apparait dans la presse car selon Bloomberg, sa société Zeno Partners associée à Warburg Pincus a formulé une offre de rachat estimée à 6 milliards d’Euros pour la société Altice Portugal.

## Autres
Il est titulaire d'une maîtrise en administration des affaires (MBA) de la Warwick Business School de l'Université de Warwick au Royaume-Uni,.
En 2023 et 2024, il participe à la 69ème  et la 70ème édition de la conférence Bilderberg. Il est, depuis la première réunion du groupe qui s’est tenue en 1954, l’un des plus jeunes participants portugais ou suisse,,,,.